# Hajnáčka
Hajnáčka (allemand : Pirsenstein,  hongrois : Ajnácskő) est un village de Slovaquie situé dans la région de Banská Bystrica.

## Histoire
La première mention écrite du village date de 1425.
La localité fut annexée par la Hongrie après le premier arbitrage de Vienne le 2 novembre 1938. En 1938, on comptait 1 146 habitants dont 19 d'origine juive. Elle faisait partie du district de Rimavská Sobota (hongrois : Rimaszombati járás). Durant la période 1938-1945, le nom hongrois Ajnácskő était d'usage. À la libération, la commune a été réintégrée dans la Tchécoslovaquie reconstituée.

## Démographie

### Évolution de la population
| Année:               | 1994. | 2004.   | 2014.   | 2024.   |
| -------------------- | ----- | ------- | ------- | ------- |
| Nombre de personnes: | 1183  | 1197    | 1174    | 1168    |
| Différence:          |       | +1,18 % | -1,92 % | -0,51 % |

| Année:               | 2023. | 2024.   |
| -------------------- | ----- | ------- |
| Nombre de personnes: | 1165  | 1168    |
| Différence:          |       | +0,25 % |